# (21195) 1994 PK4
A (21195) 1994 PK4 a Naprendszer kisbolygóövében található aszteroida. Eric Walter Elst fedezte fel 1994. augusztus 10-én.